# Icare (film, 2017)
Pour les articles homonymes, voir Icarus et Icare (homonymie).
Pour plus de détails, voir Fiche technique et Distribution.
Icare (Icarus) est un film documentaire américain de Bryan Fogel et Dan Cogan, sorti en 2017, Oscar du meilleur film documentaire en 2018.

## Synopsis
Le film traite du dopage en Russie.
Grigori Rodtchenkov décrit son implication dans un complot visant à aider les athlètes russes à déjouer les contrôles antidopage durant les Jeux olympiques d'hiver de 2014.

## Fiche technique
- Titre : Icare
- Titre original : Icarus
- Réalisation : Bryan Fogel
- Scénario : Bryan Fogel, Mark Monroe, Jon Bertain et Timothy Rode
- Musique : Adam Peters
- Photographie : Timothy Rode et Jake Swantko
- Montage : Jon Bertain, Seth Harden, Kevin Klauber et Timothy Rode
- Production : Dan Cogan, David Fialkow, Bryan Fogel, Jim Swartz et Tessa Treadway
- Société de production : Alex Productions, Chicago Media Project, Diamond Docs, Impact Partners, Makemake et Rise Films
- Pays :  États-Unis
- Genre : Documentaire
- Durée : 120 minutes
- Dates de sortie : 
  - Netflix : 4 août 2017